# Migration (matière)
Pour les articles homonymes, voir Migration.
En science des matériaux, la migration est le déplacement d'espèces chimiques. La migration est une notion macroscopique, qui concerne les concentrations en espèces chimiques ; si la migration fait intervenir des déplacements d'atomes ou de molécules, il peut néanmoins y avoir des déplacements sans migration, par exemple lorsque le flux dans un sens est égal au flux dans l'autre sens.
Il peut s'agir :
- d'une migration par agitation thermique aléatoire (mouvement brownien) : voir diffusion de la matière ; on parle aussi de « mouvement sous un gradient de concentration » ;
- d'une migration sous un gradient de potentiel chimique : voir effet Dufour ;
- d'une migration sous un gradient de température : voir effet Soret ;
- d'une migration sous un gradient de potentiel électrostatique : voir électrophorèse ;
- d'une migration sous un gradient de pression : voir vent, chromatographie ;
- d'une migration sous l'effet de la pesanteur ou d'une force inertielle (par exemple force centrifuge : voir décantation, stratification, centrifugation).

## Loi phénoménologique
De manière générale, le mouvement se fait suivant un paramètre {\displaystyle X_{i}} associé à l'espèce chimique {\displaystyle i} et dont la valeur varie. On peut en général exprimer le flux {\displaystyle \jmath _{i}} de l'espèce {\displaystyle i} en fonction du gradient de {\displaystyle X_{i}} et d'un paramètre de type frottement {\displaystyle f_{i}}, par une loi de type loi de Fourier :
{\displaystyle {\vec {\jmath _{i}}}=-f_{i}\cdot {\overrightarrow {\rm {grad}}}(X_{i})}
C'est le cas par exemple de la loi de Fick pour la diffusion.
La grandeur {\displaystyle \jmath _{i}} est un flux de matière. Elle est en général exprimée en quantité de matière par unité de surface et par unité de temps (une mole passant à travers une surface de un mètre carré durant une seconde, mol m−2 s−1). Selon les propriétés de l'espèce migrante, on peut exprimer un flux d'une autre grandeur, par exemple flux de masse (kg m−2 s−1), ou pour des espèces chargées électriquement en flux de charge (C m−2 s−1) ; on retrouve ainsi par exemple la loi d'Ohm.